# Zawitała (kolonia)
Zawitała – kolonia w Polsce położona w województwie lubelskim, w powiecie ryckim, w gminie Nowodwór.
W latach 1975–1998 miejscowość administracyjnie należała do ówczesnego województwa lubelskiego.